# Штих Олександр Петрович
Олександр Петрович Штих (1929, село Веселе, тепер Бахмутського району Донецької області — ?) — український радянський діяч, новатор виробництва, інженер, апаратник аміачного цеху Горлівського азотнотукового заводу Сталінської (Донецької) області. Депутат Верховної Ради УРСР 5—6-го скликань. Герой Соціалістичної Праці (8.08.1964).

## Біографія
Народився в селянській родині. Закінчив сім класів сільської школи та ремісниче училище при Слов'янському содовому заводі.
З 1948 року — апаратник, бригадир апаратників, майстер, начальник аміачного цеху Горлівського азотно-тукового заводу Сталінської (Донецької) області. Був ініціатором змагання за випуск надпланової хімічної продукції для сільського господарства, за максимальне використання виробничих потужностей, за економію ресурсів, матеріалів та електроенергії. Бригада апаратників Олександра Штиха здобула звання бригади комуністичної праці.
Член КПРС з 1955 року.
Заочно закінчив хіміко-технологічний факультет Донецького індустріального інституту.
З 1970-х років — директор Череповецького азотно-тукового (коксохімічного) заводу Вологодської області РРФСР.

## Нагороди
- Герой Соціалістичної Праці (8.08.1964)
- орден Леніна (8.08.1964)
- ордени
- медалі
- почесний громадянин міста Горлівки (1964)